# Roshan Pura
Roshan Pura es una ciudad censal situada en el distrito de Delhi sudoeste,  en el territorio de la capital nacional,  Delhi (India). Su población es de 57217 habitantes (2011). 

## Demografía
Según el censo de 2011 la población de Roshan Pura era de 57217 habitantes, de los cuales 30474 eran hombres y 26743 eran mujeres. Roshan Pura tiene una tasa media de alfabetización del 88,99%, superior a la media estatal del 86,21%: la alfabetización masculina es del 95,20%, y la alfabetización femenina del 81,99%.